# Miriam Batucada
Miriam Ângela Lavecchia, conhecida como Miriam Batucada (São Paulo, 28 de dezembro de 1946, batizada em 1 de janeiro de 1947 — São Paulo, 2 de julho de 1994), foi uma cantora, compositora e apresentadora de televisão brasileira. Iniciou a carreira artística em 1966, apresentando-se em programas na RecordTV, especialmente ao lado de Blota Júnior, sua mulher Sônia Ribeiro, Hebe Camargo e Ronnie Von. Por causa de sua técnica de batucada com as mãos - aprendida na adolescência no bairro paulistano da Mooca - ganhou o apelido de "Miriam da Batucada", da também apresentadora Cidinha Campos, e passou a adotá-lo - sem a preposição - como nome artístico. Passou para a carreira de cantora lançando compactos de modestas vendagens e repercussão, sem nunca, entretanto, abandonar as participações em programas de televisão.
É mais conhecida por sua participação no disco anárquico Sociedade da Grã-Ordem Kavernista Apresenta Sessão das 10 - um álbum conceitual ao estilo de Sgt. Pepper's Lonely Hearts Club Band, dos The Beatles; de Freak Out!, do The Mothers of Invention; e de Tropicalia ou Panis et Circencis, de Caetano Veloso, Gal Costa, Gilberto Gil, Nara Leão, Os Mutantes e Tom Zé -, lançado em 21 de julho de 1971 pela gravadora Discos CBS, juntamente com Edy Star, Sérgio Sampaio e Raul Seixas. A cantora desenvolveria uma carreira de pouco sucesso nos anos que se seguiram, sendo a menos bem-sucedida do grupo. Lançou, ainda, mais dois álbuns de estúdio - Amanhã Ninguém Sabe, pela gravadora GEL; e Alma da Festa, de forma independente - sem obter grandes êxitos de público ou comercial. Morreu em 1994 e sua fama beneficiou-se da redescoberta dos kavernistas a partir da década de 2000, com o relançamento do álbum original, homenagens e o lançamento de compilações com material de seus compactos nunca lançados em disco.

## Biografia
Miriam nasceu no dia 28 de dezembro de 1946, em São Paulo, no bairro paulistano da Mooca, com o qual ficaria identificada posteriormente em sua carreira artística, devido ao seu modo de falar característico dos descendentes de italiano da região.. Entretanto, a menina foi registrada no primeiro dia do ano seguinte, para "ganhar um ano", conforme o costume da época, tornando-se esta a data oficial em seus documentos. Ela era neta de italianos, tanto por parte de mãe, quanto por parte de pai.
Quando tinha já 17 anos, conheceu uma menina que tinha o apelido de "Chacareira", no salão de cabeleireiro da Dona Adelina, na Rua da Mooca: foi essa amiga de infância que lhe ensinou a fazer percussão - isto é, a batucar - com as mãos. No início, fazia apenas um ritmo lento. Mas, após 3 meses de prática, conseguia atingir ritmos muito rápidos, podendo reproduzir o ritmo no compasso de qualquer samba. Futuramente, esta seria sua marca registrada na carreira artística. Ainda, antes de tentar a carreira artística, chegou a fazer curso de digitadora na IBM e a trabalhar na Arno, tendo sido despedida por batucar com as mãos no teclado.
Oriunda de uma família conservadora, nunca assumiu publicamente ser lésbica; em 1968, quando se muda para o Rio de Janeiro, tentando seguir carreira como cantora, foi morar com o amor da sua vida, a jornalista Flamínia, a qual também jamais reconheceu em público seu envolvimento afetivo com Miriam. Segundo depoimentos de amigos e pessoas próximas, concedidos ao biógrafo Ricardo Santhiago sob a condição de anonimato, a crise existencial da cantora se intensifica quando Flamínia abandona Miriam, para ir viver com Tania, amiga em comum das duas.

## Carreira

### Televisão e música
Iniciou a carreira em 1966, com uma participação no programa do apresentador Blota Júnior, na RecordTV. Apresentou-se tocando diversos instrumentos - como piano, bateria, harmônica, violão e cuíca -, além de mostrar a sua técnica de batucada com as mãos. Nas semanas que se seguiram, a jovem artista foi contratada pelo canal de televisão paulista, participando do programa da mulher de Blota Júnior, Sônia Ribeiro, bem como passando a apresentar-se regularmente nos programas de Hebe Camargo e Ronnie Von, nas tardes de sábado. Chegou a apresentar-se, inclusive, juntamente com Os Mutantes, que eram atração permanente do programa de Ronnie Von na época. Ficou famosa por ser uma espécie de "show-woman": fazia imitações, contava "causos" e piadas, e cantava e tocava instrumentos musicais. Foi num destes programas que a apresentadora Cidinha Campos chamou-a de Miriam da Batucada, vindo a artista a adotar o nome artístico sem a preposição.
Em 1967, gravou o seu compacto de estreia com as músicas "Batucando nas Mãos" (de Renato Teixeira) e "Plác-Tic-Plác-Plác" (de Waldemar Camargo e Walter Peteléco), produzido por Roberto Côrte Real para a pequena gravadora pernambucana Rozenblit, pelo selo Artistas Unidos. O fonograma sairia também em uma compilação pela mesma gravadora, Seleção de Sucessos, lançada no mesmo ano.
No ano seguinte, muda-se para o Rio de Janeiro para tentar seguir carreira como cantora, haja vista que esta cidade era o grande polo da indústria fonográfica nacional, sendo sede das maiores gravadoras do país. Ali, lança um compacto duplo pela gravadora Odeon Records, contendo "Linguajar do Morro"; "Depois do Carnaval"; "Puro Amor"; e "Dois Meninos". Entretanto, a alta competitividade e a popularidade relativamente baixa de seu estilo de preferência, o samba, na época, levaram ao insucesso da empreitada. Passa a viver, nesse período, de apresentações esporádicas - chegando a apresentar-se até no exterior, como nos Estados Unidos e em Portugal - e aparições em programas de televisão. Uma revista da época chegaria a publicar que ela e Ronnie Von não tinham talento algum, sendo apenas "invenções da Record".

### Kavernista
Apesar das dificuldades na capital fluminense, foi numa apresentação no Rio de Janeiro, em 1970 - na Boate Drink, de Djalma Ferreira -, que Batucada causou boa impressão em um jovem artista baiano que havia chegado naquele ano ao Rio, Edy Star. Edy vivia de um contrato com a gravadora Discos CBS, intermediado por seu amigo de longa data e produtor musical da CBS, Raul Seixas. Assim, quando Raul e seu amigo Sérgio Sampaio resolveram juntar pessoas para um projeto inovador no mercado fonográfico brasileiro - um álbum conceitual ao estilo de Sgt. Pepper's Lonely Hearts Club Band, dos The Beatles; de Freak Out!, do The Mothers of Invention; e de Tropicalia ou Panis et Circencis, de Caetano Veloso, Gal Costa, Gilberto Gil, Nara Leão, Os Mutantes e Tom Zé -, Edy foi o primeiro a ser chamado. Como eles queriam contar com uma voz feminina no grupo, pensaram em Diana, então namorada de Odair José, e Lilian, da dupla com Leno, amigo de Raul na época. Ambas foram descartadas pela linha romântica que seguiam. Outra que foi proposta foi a cantora piauiense Lena Rios, em começo de carreira e que viria a defender uma canção composta por Raul no Festival Internacional da Canção 1972. Após esta também ser recusada, Edy propôs que Raul entrasse em contato com Miriam e suas respostas bem-humoradas às perguntas do trio garantiram ela no conjunto.
Assim, Miriam participaria das gravações de Sociedade da Grã-Ordem Kavernista Apresenta Sessão das 10, o único álbum lançado pelos "quatro kavernistas", pela Discos CBS. Batucada cantaria 2 faixas no disco coletivo: "Chorinho Inconsequente", de Edy Star e Sérgio Sampaio; e "Soul Tabarôa", uma nova canção da dupla Antônio Carlos e Jocáfi que ela mesma conseguiu para lançamento no trabalho. O disco foi gravado entre o final de junho e o começo de julho de 1971 e lançado no dia 21 deste último mês. O álbum chegou a receber duas boas matérias de críticos relacionados com a contracultura brasileira da época - o poeta piauiense Torquato Neto, em sua coluna no jornal Última Hora, do Rio de Janeiro; e o filósofo Luiz Carlos Maciel, que escrevia para o semanário brasileiro O Pasquim - e a render algumas entrevistas com o quarteto e uma charge do cartunista Henfil antes de ter sua carreira interrompida pela decisão unilateral do presidente da gravadora, Evandro Ribeiro, de retirá-lo das lojas, menos de 2 meses após o seu lançamento. As vendagens do disco na época são difíceis de estimar devido a sua curta carreira, mas algumas de suas canções chegaram a tocar no rádio e fez algum barulho nos meios contraculturais cariocas.
Apesar do episódio do disco dos kavernistas, Miriam continuaria contratada pela Discos CBS e lançaria um compacto em 1972, com produção de Raul Seixas, e contendo as músicas "Diabo no Corpo", de Sérgio Sampaio, e "Gente", de Aluízio Machado.

### Amanhã ninguém sabe
No ano seguinte, troca para a gravadora GEL, lançando um compacto pelo selo fonográfico Chantecler, contendo "Decisão", composição própria, e "Polichinelo", de Gadé e Almanir Grego. Devido a recepção satisfatória, em 1974, lança o disco Amanhã Ninguém Sabe, pela  mesma gravadora e selo. O disco mescla releituras de canções de compositores clássicos do samba-canção - como Wilson Batista, Geraldo Pereira, Alvaiade, Noel Rosa e Lupicínio Rodrigues - com canções de compositores de estilos mais contemporâneos - como o kavernista Sérgio Sampaio, Roberto e Erasmo Carlos, e Chico Buarque, autor da canção-título. Alcançou relativo sucesso radiofônico com "Teco-Teco", canção de Pereira da Costa e Milton Villela. O álbum também renderia um compacto simples com a música de trabalho "Você É seu Melhor Amigo", outra composição própria, ladeada por "Você Vai se Quiser", de Noel Rosa e um compacto duplo intitulado Acertei no Milhar, com as canções "O que Vier Eu Traço", de Alvaiade e Zé Maria; "Acertei no Milhar", de Wilson Batista e Geraldo Pereira; "Você Vai se Quiser", de Noel Rosa; e "Meu Romance", de J. Cascata. No mesmo ano, participa do show  produzido por Haroldo Costa Samba, Coisa e Tal, ao lado de Grande Otelo, que torna-se um sucesso de crítica e público, rendendo um bom retorno financeiro.

### Declínio
Nos anos seguintes, participaria de shows ao lado de Billy Blanco e Paulinho da Viola, além de lançar compactos esparsos pelas gravadoras RGE, Discos CBS, e Musidisc, ficando mais conhecida do grande público por participações no programa de Flávio Cavalcanti. A partir da década de 1980 sua carreira entra em uma espécie de ostracismo discográfico, vivendo de apresentações esporádicas em pequenos bares da capital paulista. Em 20 de junho de 1991, lança, de forma independente, seu último álbum de estúdio, Alma da Festa, pelo selo RIC. O disco contém gravações de sambas de compositores não muito conhecidos, sendo de especial menção uma parceria da cantora com Marcix, Roger Borin e Vivi Fagiolli em "Salve Rainha", canção em homenagem a Chico Mendes, assassinado alguns anos antes.

## Morte
Morreu precocemente no dia 2 de julho de 1994, vítima de um infarto fulminante no apartamento onde morava sozinha no bairro de Pinheiros. Como ficou mais de 2 semanas sem entrar em contato com sua família, sua irmã Mirna - que residia em Maringá - foi ao seu encontro e descobriu o corpo, apenas no dia 21 de julho.

## Legado e redescoberta
No mesmo ano de sua morte, 1994, foi já homenageada pela Câmara Municipal de São Paulo com a escolha de seu nome artístico para designar uma travessa no tradicional bairro da Mooca. A partir do início da década seguinte, Miriam Batucada passou a ser alvo de uma redescoberta, juntamente com os outros kavernistas, através da reedição em CD do disco original, recolocando-o em catálogo depois de quase 30 anos. Assim, passou a ser objeto de homenagens de outros artistas em shows e regravações e até de uma biografia escrita pelo jornalista e historiador Ricardo Santhiago, que foi lançada na Casa Fluida, em São Paulo, em 6 de junho de 2024, e no espaço LGBT Queerioca, no Rio de Janeiro, em 22 de junho de 2024. Lançamentos fonográficos também se seguiram. Em 2018, teve lançada uma coletânea com canções presentes em diversos compactos não reunidos em disco pelo selo DGD Records. Em 2020, o jornalista Ricardo Santhiago encontrou diversas canções compostas pela artista e nunca registradas em disco em um baú apresentado pela irmã da cantora. Assim, reuniu artistas convidados para a gravação de um álbum com versões destas músicas com produção de Sérgio Arara e participação de Áurea Martins, Blubell, Ceumar, Cida Moreira, Edy Star, Juliana Amaral, Leila Maria, Márcia Castro, Marcos Sacramento, Maria Alcina, Silvia Machete, Vange Milliet, Vânia Bastos, Zé Luiz Mazziotti e Zeca Baleiro, além de gravação inédita da própria artista. Em 2023, Miriam foi homenageada pelo grupo de teatro Os Geraldos no espetáculo "Ubu Rei", dirigido por Gabriel Vilella.

## Discografia
Discografia dada pelo Discogs, pelo Cravo Albin, pelo IMMUB e pelo Tratore.

### Compactos simples
- 1967 – Batucando nas Mãos / Plác-tic-plác-plác - Rozenblit (selo Artistas Unidos)
- 1971 - Todo Mundo Está Feliz / Chorinho Inconsequente - Discos CBS (só o lado B é de Miriam. O lado A é cantado por Sérgio Sampaio)
- 1972 – Diabo no Corpo / Gente - Discos CBS
- 1973 - Decisão / Polichinelo - GEL (selo Chantecler)
- 1975 - Você É seu Melhor Amigo / Você Vai se Quiser - GEL (selo Chantecler)
- 1975 - Sotaque Paulista - A Lua de Ontem / Abacaxi - RGE (selo Young)
- 1979 – Ajoelhou (A Mulher e o Cabrito) / Marcha do João - RGE (só o lado B é de Miriam. O lado A é cantado pelo Chacrinha)
- 1980 - Sinal De Vida / Batucada, Cachaça e Futebol - Discos CBS
- A Saia / Pantalona - Musidisc

### Compactos duplos
- 1968 - Linguajar do Morro / Depois do Carnaval / Puro Amor / Dois Meninos - Odeon
- 1974 – Acertei no Milhar - GEL (selo Chantecler)

### Álbuns de estúdio
- 1971 – Sociedade da Grã-Ordem Kavernista Apresenta Sessão das 10 (com Raul Seixas, Sérgio Sampaio e Edy Star) - Discos CBS
- 1974 – Amanhã Ninguém Sabe - GEL (selo Chantecler)
- 1991 – Alma da Festa - RIC

### Compilações musicais
- 1967 - Seleção de Sucessos - Rozenblit (selo Artistas Unidos) (faixa 12)
- 2018 - A Batucada não Morreu - DGD Records